# جو برنارد
جو برنارد (بالإنجليزية: Joe Bernard)‏ هو لاعب كرة قاعدة أمريكي، ولد في 24 مارس 1882 في برنغتون في الولايات المتحدة، وتوفي في 22 سبتمبر 1960 في سبرينغفيلد في الولايات المتحدة.

## وصلات خارجية
- جو برنارد على موقعبيزبول رفرنس.كوم (الدوري الرئيسي) (الإنجليزية)
- جو برنارد على موقعبيزبول رفرنس.كوم (الدوري الثانوي) (الإنجليزية)
- جو برنارد على موقع إي إس بي إن.كوم (أم.أل.بي) (الإنجليزية)
- جو برنارد على موقع مشجعي الرسوم البيانية (الإنجليزية)